# Kardiomiotomia metodą Hellera
Kardiomiotomia metodą Hellera (łac. oesophagomyotomia) – wycięcie podłużnego pasma mięśniówki okrężnej na przestrzeni dolnych 5 cm przełyku. Na skutek tego dochodzi do osłabienia siły skurczu zwieracza i ułatwienia otwierania. 
Operację przeprowadza się w celu leczenia achalazji przełyku.
W 10–15% przypadków skutkiem ubocznym operacji jest refluks.
Istnieje możliwość wykonywania zabiegu laparoskopowo.